# Pilosella fallacina
Pilosella fallacina — вид квіткових рослин з родини айстрових (Asteraceae). Вид зростає в Європі: Німеччина, Швейцарія, Австрія, Польща, Чехія, Угорщина, Франція, Італія, Румунія; це багаторічна рослина помірних біомів.